# Cronologia dos Jogos Paralímpicos de Verão de 2016
Esta é uma cronologia dos destaques dos Jogos Paralímpicos de Verão de 2016 no Rio de Janeiro, Brasil.

## Calendário
| CA | Cerimônia de abertura | ● | Competições esportivas | 1 | Medalhas de ouro | CE | Cerimônia de encerramento |

| Setembro                        | 7 Qua | 8 Qui | 9 Sex | 10 Sáb | 11 Dom | 12 Seg | 13 Ter | 14 Qua | 15 Qui | 16 Sex | 17 Sáb | 18 Dom | Eventos |
| ------------------------------- | ----- | ----- | ----- | ------ | ------ | ------ | ------ | ------ | ------ | ------ | ------ | ------ | ------- |
| Cerimônias                      | CA    |       |       |        |        |        |        |        |        |        |        | CE     |         |
| Atletismo                       |       | 10    | 20    | 16     | 19     | 14     | 19     | 14     | 19     | 16     | 25     | 5      | 177     |
| Basquetebol em cadeira de rodas |       | ●     | ●     | ●      | ●      | ●      | ●      | ●      | ●      | 1      | 1      |        | 2       |
| Bocha                           |       |       |       | ●      | ●      | 3      | ●      | ●      | ●      | 4      |        |        | 7       |
| Canoagem                        |       |       |       |        |        |        |        | ●      | 6      |        |        |        | 6       |
| Ciclismo (estrada)              |       |       |       |        |        |        |        | 8      | 8      | 8      | 9      |        | 33      |
| Ciclismo (pista)                |       | 4     | 5     | 5      | 3      |        |        |        |        |        |        |        | 17      |
| Esgrima em cadeira de rodas     |       |       |       |        |        | 2      | 4      | 4      | 2      | 2      |        |        | 14      |
| Futebol de 5                    |       |       | ●     |        | ●      |        | ●      |        | ●      |        | 1      |        | 1       |
| Futebol de 7                    |       | ●     |       | ●      |        | ●      |        | ●      |        | 1      |        |        | 1       |
| Goalball                        |       | ●     | ●     | ●      | ●      | ●      | ●      | ●      | ●      | 2      |        |        | 2       |
| Hipismo                         |       |       |       |        | ●      | ●      | 1      | 2      | 2      | 6      |        |        | 11      |
| Judô                            |       | 4     | 4     | 5      |        |        |        |        |        |        |        |        | 13      |
| Levantamento de peso            |       | 2     | 3     | 3      | 3      | 3      | 3      | 3      |        |        |        |        | 20      |
| Natação                         |       | 16    | 16    | 14     | 15     | 16     | 15     | 15     | 14     | 16     | 15     |        | 152     |
| Remo                            |       |       | ●     | ●      | 4      |        |        |        |        |        |        |        | 4       |
| Rugby em cadeira de rodas       |       |       |       |        |        |        |        | ●      | ●      | ●      | ●      | 1      | 1       |
| Tênis de mesa                   |       | ●     | ●     | ●      | 5      | 8      | 8      | ●      | ●      | 4      | 4      |        | 29      |
| Tênis em cadeira de rodas       |       |       | ●     | ●      | ●      | ●      | 1      | 1      | 2      | 2      |        |        | 6       |
| Tiro                            |       | 2     | 2     | 2      | 1      | 1      | 2      | 2      |        |        |        |        | 12      |
| Tiro com arco                   |       |       |       | ●      | 1      | 1      | 1      | 1      | 1      | 2      | 2      |        | 9       |
| Triatlo                         |       |       |       | 3      | 3      |        |        |        |        |        |        |        | 6       |
| Vela                            |       |       |       |        |        | ●      | ●      | ●      | ●      | ●      | 3      |        | 3       |
| Voleibol sentado                |       | ●     | ●     | ●      | ●      | ●      | ●      | ●      | ●      | 1      | 1      |        | 2       |
| Eventos                         | 0     | 38    | 50    | 48     | 54     | 48     | 54     | 50     | 54     | 65     | 61     | 6      | 528     |
| Cumulativo                      | 0     | 38    | 88    | 136    | 190    | 238    | 292    | 342    | 396    | 461    | 522    | 528    |         |
| Setembro                        | 7 Qua | 8 Qui | 9 Sex | 10 Sáb | 11 Dom | 12 Seg | 13 Ter | 14 Qua | 15 Qui | 16 Sex | 17 Sáb | 18 Dom | Eventos |

## 7 de setembro
Cerimônia de abertura
- A cerimônia de abertura dos Jogos Paralímpicos acontece às 18h15, no Estádio do Maracanã.[1]

## 8 de setembro
Basquetebol em cadeira de rodas
- Os Estados Unidos vencem o Brasil por 75 a 38 no Grupo B de basquetebol em cadeira de rodas masculino.[2]

Ciclismo
- Megan Giglia, da Grã-Bretanha, quebra o recorde mundial na prova de perseguição individual de ciclismo feminino.[2]
- Sarah Storey, da Grã-Bretanha, conquista a 12ª medalha de ouro paraolímpica ao vencer a prova dos 3 quilômetros de perseguição individual  na categoria C5 de ciclismo feminino.[2]

Futebol de 7
- O Brasil vence a Grã-Bretanha por 2 a 1 no Grupo A de futebol de 7 masculino no Estádio de Deodoro.[2]
- A Ucrânia vence a Irlanda por 7 a 0 no Grupo A de futebol de 7 masculino no Estádio de Deodoro.[2]

## 9 de setembro
Atletismo
- Terezinha Guilhermina, do Brasil, é desclassificada após ser conduzida por seu guia na final.[3]
- Yana Andrea Martinez, da Argentina, conquista a medalha de ouro com o tempo de 14s46 na prova dos 100 metros rasos feminino da classe T36. Claudia Nikoleitzik, da Alemanha, fica com a medalha de prata, e Marta Hernandez Floran, da Colômbia, com a medalha de bronze.[4]
- Jason Smith, da Irlanda, ganha pela terceira vez a medalha de ouro nos 100 metros masculino da classe T13. Johannes Nombala, da Namíbia, fica com a medalha de prata, e Chad Perris, da Austrália, com a medalha de bronze.[4]
- Daniel Martins, do Brasil, conquista a medalha de ouro nos 400 metros masculino da classe T120 e estabelece o recorde mundial.[4]
- Raoua Tlili, da Tunísia, ganha a medalha de ouro no arremesso de peso feminino da classe F41. Samar Ben Koelleb, do mesmo país, fica com a medalha de prata, e Claire Keefer, da Austrália, com a medalha de bronze.[4]
- Manolis Stefanoudakis, da Grécia, ganha a medalha de ouro no lançamento de dardo masculino da classe F54. Luis Alberto Zepeda Felix, do México, fica com a medalha de prata, e Aliaksandr Tryputs, da Bielorrússia, com a medalha de bronze.[4]
- Marie-Amellie le Fur, da França, ganha a medalha de ouro no salto em distância feminino da classe T44. Stef Reid, da Grã-Bretanha, fica com a medalha de prata, e Marlene van Gansewinkel, dos Países Baixos, com a medalha de bronze.[4]

Futebol de 5
- O Brasil vence o Marrocos por 3 a 1 no futebol de 5 masculino.[4]

Voleibol
- O Brasil vence os Estados Unidos por 3 a 0 no voleibol sentado masculino (25/14, 25/17 e 25/14).[4]

## 10 de setembro
Atletismo
- Petrúcio Ferreira, do Brasil, bate o recorde mundial dos 100 metros rasos da classe T47.[5]
- Claudiney Batista, do Brasil, conquista a medalha de ouro no lançamento de disco da classe F56 com a marca de 45,33m.[5]
- Shirlene Coelho, do Brasil, conquista a medalha de ouro no arremesso de dardo na classe F5.[5]

Ciclismo
- Alyda Norbruis, dos Países Baixos, conquista a medalha de ouro na prova de ciclismo de pista dos 500 metros contrarrelógio feminino. Amanda Reid, da Austrália, fica com a medalha de prata, e Zhenling Song, da China, com a medalha de bronze.[5]

Futebol de 7
- O Brasil vence a Irlanda por 7 a 1 e se classifica para a semifinal no futebol de 7 masculino.[5]

Judô
- Alana Martins Maldonado, do Brasil, fica com a medalha de prata após perder a luta final para a judoca Lenia Ruvalcaba Alvarez, do México no judô feminino até 70 kg.[5]

Natação
- Bradley Snyder e Tharon Drake, dos Estados Unidos, ficam com as medalhas de ouro e prata nos 400 metros livre masculino da categoria S11. Matheus Souza, do Brasil, fica com a medalha de bronze.[5]

Triatlo
- Jetze Plat, dos Países Baixos, ganha a medalha de ouro no triatlo masculino da classe PT1. Geert Schipper, também dos Países Baixos, fica com a medalha de prata, e Giovanni Achenza, da Itália, com a medalha de bronze.[5]

## 11 de setembro
Atletismo
- Leilia Adzhametova, da Ucrânia, ganha a medalha de ouro com o recorde mundial de 11s79 nos 100 metros rasos feminino da classe T13. Ilse Hayes, da África do Sul, fica com a medalha de prata, e Kym Crosby, dos Estados Unidos, com a medalha de bronze.[6]
- Lucy Ejike, da Nigéria, ganha a medalha de ouro no levamento de peso feminino até 61 kg. Fatma Omar, do Egito, fica com a medalha de prata, e Yan Yang, da China, com a medalha de bronze. Mariana D'Andrea, do Brasil, é desclassificada após não conseguir levantar o peso mínimo.[6]
- Michael McKillop, da Irlanda, ganha a medalha de ouro nos 1500 metros masculino da classe T37 com o tempo de 4m12s11. Liam Stanley, do Canadá, fica com a medalha de prata, e Madjid Djemai, da Argélia, com a medalha de bronze.[6]

Goalball
- O Brasil vence a Argélia por 12 a 2 no goalball masculino com 6 gols de Moreno, 3 de Marques, 2 de Sousa e um de Celente.[6][7]

Tênis de mesa
- Jing Liu, da China, ganha a medalha de ouro no tênis de mesa individual feminino ao derrotar a sul-coreana Su-Yeon Seo por 3 sets a 1. Fiada Rossi, da Itália, ganha a medalha de bronze ao derrotar a tailandesa Chilchitparyak Bootwansirina por 3 sete a 0.[6]

Triatlo
- Grace Norman, dos Estados Unidos, torna-se a primeira campeão paralímpica do triatlo após vencer a prova na classe PT4.[6]

## 12 de setembro
Atletismo
- Kenny van Weeghel, dos Países Baixos, ganha a medalha de ouro nos 400 metros masculino da classe T54 para cadeirantes. Yang Liu, da China, fica com a medalha de prata, e Yassine Gharbi, da Tunísia, com a medalha de bronze.[8]
- Brayden Davidson, da Austrália, ganha a medalha de ouro no salto em distância masculino da classe T36 para atletas com deficiência de coordenação. Rodrigo Parreira, do Brasil, fica com a medalha de prata, e Roman Pavlik, da Ucrânia, com a medalha de bronze.[8]
- Aled Davies, da Grã-Bretanha, ganha a medalha de ouro no arremesso de peso masculino da classe F42.[8]

Bocha
- O Brasil fica com a medalha de prata após ser derrotado pela Eslováquia na bocha masculina da classe BC4.[8]

Goalball
- O Brasil vence Israel por 7 a 2 no goalball feminino.[8]

Levantamento de peso
- Bose Omolayo, da Nigéria, ganha a medalha de ouro na categoria até 79 kg do levantamento de peso feminino. Xu Lili, da China, fica com a medalha de prata, e Lin Tzu-hui, de Taipé Chinês, com a medalha de bronze.[8]

Tênis de mesa
- Borislava Peric-Rankovic, da Sérvia, conquista a medalha de ouro ao derrotar Miao Zhang, da China, por 3 sets a 2 no tênis de mesa feminino da classe 4. Nada Matic, da Sérvia, fica com a medalha de prata após vencer Susan Gilroy, da Grã-Bretanha, por 3 sets a 2.[8]

Tiro
- Laslo Suranji, da Sérvia, ganha a medalha de ouro na prova masculina de carabina 3 posições com 50 metros de distância da classe SH1 para atletas com menor deficiência nos membros. Abdullah Sultan Alaryani, da Emirados Árabes Unidos, fica com a medalha de prata, e Doron Shaziri, de Israel, com a medalha de bronze.[8]

## 13 de setembro
Atletismo
- Georgina Hermitage, da Grã-Bretanha, ganha a medalha de ouro nos 400 metros feminino da classe T37. Xiaoyan Wen, da China, fica com a medalha de prata, e Neda Bahi, da Tunísia, com a medalha de bronze.[9]
- Raymond Martin, dos Estados Unidos, ganha a medalha de ouro na prova dos 400 metros masculino da classe T52 para cadeirantes. Tomoki Sato, do Japão, fica com a medalha de prata, e Gianfranco Iannotta, dos Estados Unidos, com a medalha de bronze.[9]
- Peter Genin, da Bélgica, ganha a medalha de ouro nos 100 metros rasos masculino da classe T51 para cadeirantes. Mohamed Berrahal, da Argélia, fica com a medalha de prata, e Edgar Navarro Sanchez, do México, com a medalha de bronze.[9]
- Jianwen Wu, da China, ganha a medalha de ouro nos 100 metros masculino da classe T38. Evan O'Hanlon, da Austrália, fica com a medalha de prata, e Edson Pinheiro, do Brasil, com a medalha de bronze.[9]
- Yiting Xi, da China, ganha a medalha de ouro nos 200 metros feminino da classe T36 para atletas com paralisia cerebral. Jeon Min-Jae, da Coreia do Sul, fica com a medalha de prata, e Claudia Nicoleitzik, da Alemanha, com a medalha de bronze.[9]

Futebol de 5
- O Brasil empata com o Irã por 0 a 0 no futebol de 5 masculino.[9]

Goalball
- O Brasil vence a Alemanha por 10 a 4 no goalball masculino.[9]

Levantamento de peso
- Mohammed Khalaf, dos Emirados Árabes Unidos, ganha a medalha de ouro no levantamento de peso masculino até 88 kg. Evanio da Silva, do Brasil, fica com a medalha de prata, e Sodnompiljee Enkhbayar, da Mongólia, com a medalha de bronze.[9]

## 14 de setembro
Ciclismo
- Tristen Chernove, do Canadá, ganha a medalha de ouro no ciclismo de estrada masculino da classe C2. Colin Lynch, da Irlanda, fica com a medalha de prata, e Guihua Liang, da China, com a medalha de bronze.[10]
- Sarah Storey, da Grã-Bretanha, ganha a medalha de ouro no ciclismo de estrada feminino da classe C5. Anna Harkowska, da Polônia, fica com a medalha de prata, e Samantha Bosco, da Estados Unidos, com a medalha de bronze.[10]
- Shawn Morelli, dos Estados Unidos, ganha a medalha de ouro no ciclismo de estrada feminino da classe C4. Megan Fisher, também dos Estados Unidos, fica com a medalha de prata, e Susan Powell, da Grã-Bretanha, com a medalha de bronze.[10]
- Michael Teuber, da Alemanha, ganha a medalha de ouro no ciclismo de estrada masculino da classe C1. Ross Wilson, do Canadá, fica com a medalha de prata, e Giancarlo Masini, da Itália, com a medalha de bronze.[10]
- Alyda Norbruis, dos Países Baixos, ganha a medalha de ouro no ciclismo de estrada feminino das classes reunidas C1, C2 e C3. Denise Schindler, da Alemanha, fica com a medalha de prata, e Sini Zeng, da China, com a medalha de bronze.[10]
- O ex-piloto de Fórmula 1 e Fórmula Indy, Alessandro Zanardi da Itália, que perdeu as duas pernas num acidente de automobilismo, ganha a medalha de ouro no ciclismo de estrada contrarrelógio masculino da classe H5. Suart Tripp, da Austrália, fica com a medalha de prata, e Oscar Sanchez, dos Estados Unidos, com a medalha de bronze.[10]

Goalball
- O Brasil vence a China por 10 a 3 nas quartas de final do goalball masculino.[10]

## 15 de setembro
Atletismo
- Henry Kirwa, do Quênia, ganha a medalha de ouro na prova dos 5 mil metros rasos da classe T13 masculino. El Amin Chentouf, do Marrocos, fica com a medalha de prata, e Bilel Aloui, da Tunísia, com a medalha de bronze. Júlio César Agripino dos Santos, do Brasil, abandona a prova após sofrer uma contusão.[11]
- Raymond Martin, dos Estados Unidos, ganha a medalha de ouro na prova dos 5 mil metros masculino da classe T52 para cadeirantes. Tomoki Sato, do Japão, fica com a medalha de prata, e Pichaya Kurattanasiri, da Tailândia, com a medalha de bronze.[11]

Canoagem
- Emma Wiggs, da Grã-Bretanha, ganha a medalha de ouro na canoagem de velocidade da classe KL2 feminino. Nataliia Lagutenko, da Ucrânia, fica com a medalha de prata, e Susan Seipel, da Austrália, com a medalha de bronze.[11]
- Curtis McGrath, da Austrália, ganha a medalha de ouro na canoagem de velocidade da classe KL2 masculino. Markus Swoboda, da Áustria, fica com a medalha de prata, e Nick Beighton, da Grã-Bretanha, com a medalha de bronze.[11]
- Anne Dickins, da Grã-Bretanha, ganha a medalha de ouro na canoagem de velocidade da classe KL3 feminino. Amanda Reynolds, da Austrália, fica com a medalha de prata, e Cindy Moreau, da França, com a medalha de bronze.[11]
- Serhii Yemelianov, da Ucrânia, ganha a medalha de ouro na canoagem de velocidade da classe KL3 masculino. Tom Kierey, da Alemanha, fica com a medalha de prata, e Caio Ribeiro de Carvalho, do Brasil, com a medalha de bronze.[11]

## 16 de setembro
Atletismo
- Charl du Toit, da África do Sul, ganha a medalha de ouro na prova dos 400 metros rasos masculino da classe T37. Omar Monterola, da Venezuela, fica com a medalha de prata, e Sofiane Hamdi, da Argélia, com a medalha de bronze.[12]
- Ruzhdi Ruzhdi, da Bulgária, ganha a medalha de ouro na prova do arremesso de peso masculino da classe F55. Hamed Amiri, do Irã, fica com a medalha de prata, e Lech Stoltman, da Polônia, com a medalha de bronze.[12]
- Zeljko Dimitrijevic, da Sérvia, ganha a medalha de ouro na prova do lançamento club masculino da classe F51. Milos Mitic, da Sérvia, fica com a medalha de prata, e Marian Kureja, da Eslováquia, com a medalha de bronze.[12]

Basquetebol em cadeira de rodas
- Os Países Baixos fica com a medalha de bronze após derrotar a Grã-Bretanha por 76 a 34 no basquetebol feminino sobre cadeira de rodas.[12]

Bocha
- David Smith, da Grã-Bretanha, ganha a medalha de ouro na bocha individual da classe BC1 após derrotar Daniel Perez, dos Países Baixos, por 5 a 0. Won Jeong Yoo, da Coreia do Sul, fica com a medalha de bronze após derrotar Antonio Marques, de Portugal, por 8 a 1.[12]

Ciclismo
- Hans-Peter Durst, da Alemanha, ganha a medalha de ouro na prova de 15 km do ciclismo de estrada masculino das classes reunidas T1 e T2. David Stone, da Grã-Bretanha, fica com a medalha de prata, e Nestor Ayala, da Colômbia, com a medalha de bronze.[12]

Rugby em cadeira de rodas
- O Brasil é derrotado pela Grã-Bretanha por 52 a 32 no torneio misto de rugby e fica em último lugar do grupo.[12]

## 17 de setembro
Atletismo
- Nantenin Keita, da França, ganha a medalha de ouro na prova dos 400 metros feminino da classe T13. Ilse Hayes, da África do Sul, fica com a medalha de prata, e Leilia Adzhametova, da Ucrânia, com a medalha de bronze.[13]
- Ernesto Blanco, de Cuba, ganha a medalha de ouro na prova dos 400 metros masculino da classe T47. Petrúcio Ferreira dos Santos, do Brasil, fica com a medalha de prata, e Gunther Matzinger, da Áustria, com a medalha de bronze.[13]
- Na Mi, da China, ganha a medalha de ouro no lançamento de peso feminino da classe F38 e estabelece o recorde mundial com 37m60. Shirlene Coelho, do Brasil, fica com a medalha de prata, e Noelle Lenihan, da Irlanda, com a medalha de bronze.[13]

Ciclismo
- Daniel Abraham Gebru, dos Países Baixos, ganha a medalha de ouro no ciclismo de estrada masculino das classes reunidas C4 e 5. Lauro Cesar Chaman, do Brasil, fica com a medalha de prata, e Andrea Tarlao, da Itália, com a medalha de bronze.[13]
- Bahman Golbarnezhad, do Irã, morre no hospital após sofrer um acidente grave durante a prova de ciclismo de estada das classes reunidas 4 e 5.[13]

Futebol de 5
- Após sem gols no tempo normal, a Argentina fica com a medalha de bronze do futebol de 5 masculino ao derrotar a China, por 1 a 0 nos tiros livres.[13]
- O Brasil é tetracampeão paralímpico do futebol de 5 masculino após derrotar o Irã por 1 a 0 com um gol de Ricardinho.[13]

## 18 de setembro
Atletismo
- Marcel Hug, da Suíça, ganha a medalha de ouro na maratona masculino da classe T54. Kurt Fearnley, da Austrália, fica com a medalha de prata, e Gyu Dae Kim, da Coreia do Sul, com a medalha de bronze.[14][15][16]
- Lihong Zou, da China, ganha a medalha de ouro na maratona feminino da classe T54 para cadeirantes. Tatyana McFadden, dos Estados Unidos, fica com a medalha de prata, e Amanda McGroy, dos Estados Unidos, com a medalha de bronze.[15][16]

Voleibol sentado
- O Irã conquista a medalha de ouro ao vencer a Bósnia e Herzegovina por 3 sets a 1 no voleibol sentado masculino.[15][16]
- O Egito fica com a medalha de bronze após derrotar o Brasil por 3 sets a 2 no voleibol sentado masculino.[17][18]

Cerimônia de encerramento
- A cerimônia de encerramento ocorre no Estádio do Maracanã às 6:30 de noite no horário local.[19]